# La Pitié (William Blake)
La Pitié est un monotype de William Blake achevé à la plume et à l'aquarelle datant de 1795. Cette estampe fait partie des plus connues de Blake. 
Elle est conservée à la Tate Britain de Londres et a été déplacée en 2009 à Paris à l'occasion de l'exposition William Blake, le génie visionnaire du romantisme anglais au Petit Palais. Une autre version est conservée au Metropolitan Museum of Art.

## Contexte: le préromantisme
Le terme préromantisme a été importé en France notamment par André Monglond et suppose l'existence d'un réseau de représentations artistiques et de postures intellectuelles qui annoncerait le romantisme du XIXe siècle.
Dans une première acception, le préromantisme a servi à désigner une esthétique et une sensibilité qui guiderait la littérature et les arts de la deuxième moitié du XVIIIe siècle. Certains critiques littéraires du XXe siècle ont discerné les caractéristiques d'une sensibilité romantique au XVIIIe siècle et ont regroupé les manifestations de cette prétendue précocité sous le nom de préromantisme. Rousseau, Diderot ou Prévost seraient ainsi plus ou moins directement liés à un préromantisme du XVIIIe siècle.
William Blake s'inscrit dans ce mouvement de par son style halluciné et moderne touchant des thèmes classiques.

## Origine
La Pitié fait partie d'un groupe d'estampes intitulé Large Colour Prints.
Comme d'autres œuvres de la même période, celle-ci est influencée par la Bible, Milton et Shakespeare. La Pitié est une œuvre inhabituelle chez Blake, car c'est une illustration littérale d'une double comparaison de Macbeth que l'on peut trouver dans ces vers :
And pity, like a naked new-born babe,

Striding the blast, or heaven's cherubim, hors'd

Upon the sightless couriers of the air.
— William Shakespeare, Macbeth, (1.7.21–23)

## Technique

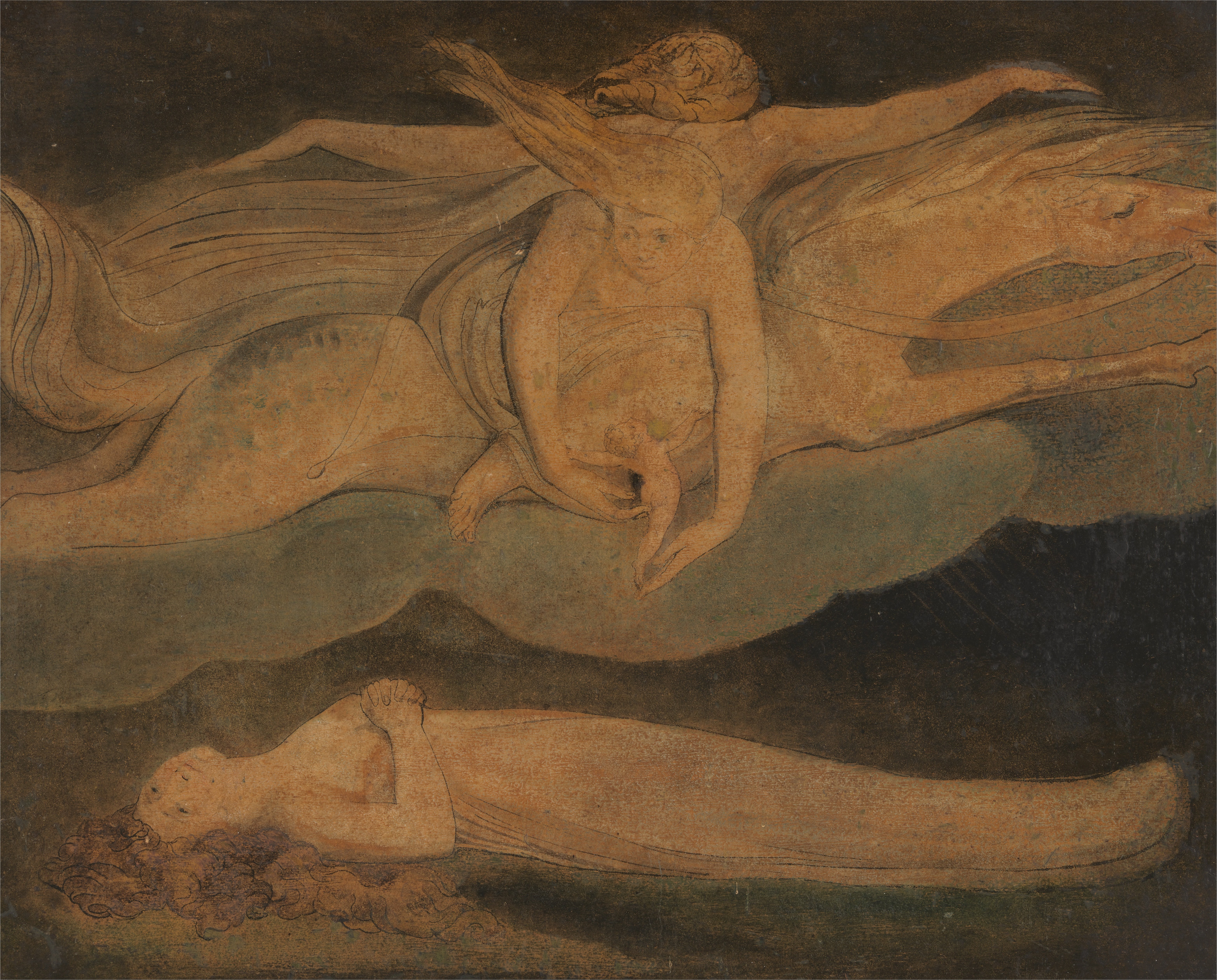
Épreuve préparatoire. British Museum

À partir de 1795, William Blake produit douze grandes estampes en couleurs (Large Colour Prints). La Pitié fait ainsi partie d'un groupe de monotypes produits en imprimant la matrice consistant en une peinture sur un carton épais recouvert de gesso, chacune des impressions étant achevée à la main. Il cherche à réinventer la  technique de la fresque de la Renaissance et intitule sa technique « fresque portative ».
Par cette méthode inhabituelle, Blake peut obtenir jusqu'à trois impressions à partir d'une seule peinture. Il y a en effet trois impressions connues et conservées de The Pity. Une quatrième, conservée au British Museum, est un essai préparatoire d'une matrice différente, et de taille plus réduite que les autres.

## Versions

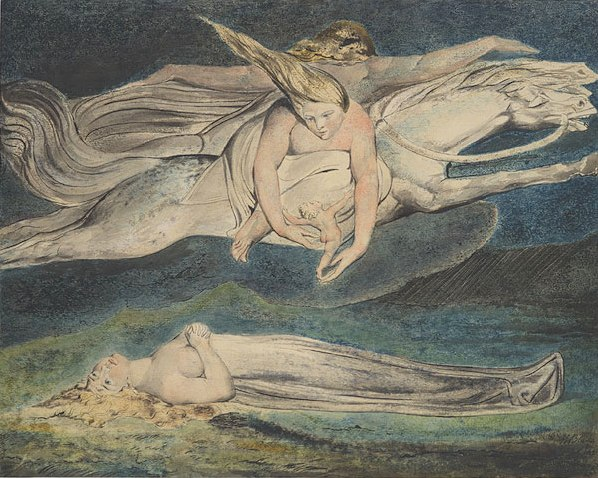
Troisième version. Metropolitan Museum of Art.

L'estampe existe en trois versions finales en plus d'une préparatoire, qui a été produite sur une matrice différente des trois autres. La plus élaborée et connue est celle qui est conservée à la Tate Gallery de Londres, qui est parfois considérée comme la seule achevée. Elle a été présentée par W. Graham Robertson à la galerie en 1939, et est cataloguée sous le titre « Butlin 310 ».
Une épreuve d'essai unique est conservée au British Museum (Butlin 313). Elle est « considérablement plus petite que la version finale » et représente une figure couchée sur le dos « partiellement couverte de végétation » sous la forme d'herbes de grandes dimensions.
Une autre version de l'image est conservée dans la collection du Metropolitan Museum of Art. Elle n'est pas aussi élaborée que celle du Tate. L'estampe a été donnée au musée par Robert W. Goelet en 1958.
Une version légèrement retouchée est conservée au Centre d'art britannique de Yale. Quelque peu jaunâtre est vernie, « les caractéristiques de l'impression en couleur indiquent que cette impression est la première provenant d'une plus grande matrice [que celle de l'épreuve d'essai] de 1795 ». La deuxième impression est Pity dans la Tate Collection (Butlin 310) ; la troisième impression est celle du Metropolitan Museum of Art, New York (Butlin 311).

## Analyse
Martin Butlin écrit que cette estampe en couleur est l'une des illustrations « littérales » de texte les plus inspirées de l'histoire de l'art. En fait, pity and air, deux mots tirés des vers de Shakespeare, sont également deux motifs utilisés par Blake dans cette image : un chérubin féminin s'incline pour prendre le bébé à sa mère. Selon le biographe de Blake, Alexander Gilchrist, l'estampe « peut aussi tout à fait être femme se penchant pour secourir un homme étiré de tout son long comme s'il était donné mort ».
La Pitié est vue en opposition à l'estampe de Blake The Night of Enitharmon's Joy (c. 1795) — qui montre une Hécate entourée de créatures légendaires et d'éléments macabres cauchemardesques — parce qu'elle offre « la possibilité d'un salut » dans ce monde déchu, grâce à la pitié. Les deux estampes font référence à Macbeth. Comme Nicholas Rawlinson le signale, la pièce jouissait d'un renouvellement d'intérêt majeur à cette époque, s'était vue jouée à neuf reprises en 1795.
Il s'agit d'une personnification d'un élément chrétien que certains critiques jugent comme étant une vertu négative de Blake, car la pitié est associée à « l'échec de l'inspiration et la division à venir » et est aussi « liée à l'allitération et la capitalisation ».
Cela fait aussi partie de la mythologie de William Blake, dans laquelle Tharmas (en), frustré sexuellement, devient une « terreur de toutes les choses vivantes », bien que l'émotion qui lui est propre est la pitié. D'autres personnages de Blake expriment ce sentiment, et sa mythologie se développe dans la confrontation entre une Pitié féminine et l'impétuosité masculine, comme cela arrive dans la brutale suppression du désir dans Urizen.
Enfin, certains critiques voient une connexion entre Pitité et l'« état hypnotique et désamparé » de The Wind Among the Reeds de William Butler Yeats (1899).